# Terra de Grant
Terra de Grant (em inglês:  Grant Land) é  ressalto mais setentrional da Ilha Ellesmere, Nunavut, no extremo norte do Canadá. O Cabo Columbia, aí situado, é o ponto mais a norte do Canadá, apenas a 770 km do Polo Norte, e foi usado como ponto final terrestre pela expedição ao Polo Norte de Robert Peary em 1909.
O ponto mais alto da região está a 3353 m de altitude.